# Marek Chmielewski (chemik)
Marek Cyprian Chmielewski (ur. 26 września 1942 w Lipnicy Dolnej) – profesor, dr h.c., doktor habilitowany nauk chemicznych, specjalista w dziedzinie chemii organicznej, stereochemia, synteza związków naturalnych. Wiceprezes PAN w kadencji 2011-2014.

## Życiorys
Syn lwowskiego architekta Eustachego Chmielewskiego i Anny z Ścibor Rylskich Chmielewskiej – właścicielki ziemskiej. Brat prof. Jana Macieja Chmielewskiego. Profesor Instytutu Chemii Organicznej PAN, tytuł doktora honoris causa Politechniki Lubelskiej otrzymał w 2013. Od 1972 roku związany z Instytutem Chemii Organicznej PAN, w latach 1987-2004 pełnił funkcję wicedyrektora oraz funkcję dyrektora 2004-2010 tego instytutu. Tytuł profesora uzyskał w 1991 roku.
W 2002 r. został członkiem korespondentem, a w 2016 r. członkiem rzeczywistym PAN. W latach 2011–2014 był wiceprezesem PAN. Członek Komitetu Chemii PAN.

## Odznaczenia
- Medal Stanisława Kostaneckiego (1994)[4]
- Nagroda im. Marii Skłodowskiej-Curie PAN (1998)
- Krzyż Kawalerski Orderu Odrodzenia Polski (2001)[5]
- Medal Komisji Edukacji Narodowej (2004)